# Robert Worth Bingham
Robert Worth Bingham, född 8 november 1871, död 18 december 1937, var en amerikansk jurist, tidningsägare och diplomat.
Bingham härstammade från en gammal brittisk invandrarfamilj och var på långt håll besläktad med flera prominenta familjer. Han växte upp i South Carolina och utvecklades till en typisk sydstatsman av den äldre skolan. Bingham blev borgmästare i Louisville 1907. I USA blev han mest känd som inflytelserik innehavare av tidningarna Louisville Courier-Journal och Louisville Times. Han var även direktör i North American Newspaper Alliance. Bingham utnämndes till ambassadör i London då Franklin D. Roosevelt våren 1933 tillträdde presidentämbetet. Dessförinnan hade han lång tid varje år besökt Storbritannien. Han gjorde sig populär som diplomat och bidrog till att öka förståelsen mellan britter och amerikaner.